# Kopačevsko jezero
Kopačevsko ili Kopačko jezero je prirodno jezero u Osječko-baranjskoj županiji. Nalazi se 5 km istočno od naselja Kopačevo, po kojem je dobilo ime. Površina iznosi 1,51 km². Kopačevsko je najveće jezero, koje se nalazi u parku prirode Kopački rit.